# Самая обыкновенная пара
«Самая обыкновенная пара» (кор. 연애의 온도) — южнокорейская романтическая кинокомедия, повествующая о взаимоотношениях расставшейся пары. Премьера состоялась 21 марта 2013 года. Картина является режиссёрским дебютом Рок До, сценарий к которой основанный на её любовном опыте и её круга друзей.

## Сюжет
Некогда влюблённые Джа Юн (Ким Мин Хи) и Ли Дон Хи (Ли Мин Ки) рассказывают свою историю отношений: о своих радостях и проблемах.

## Роли исполняли
- Ким Мин Хи — Джа Юн
- Ли Мин Ки — Ли Дон Хи
- Ха Йин Су — Hyo-seon
- Ра Ми Ран — Ms. Son, deputy department head in bank
- Choi Moo-sung — Mr. Kim, section chief in bank
- Kim Kang-hyeon — Mr. Park, senior clerk in bank
- Park Byeong-eun — Mr. Min, deputy department head in bank
- Lee Moon-jeong — Ms. Choi, clerk in bank
- Yoon Kyeong-hee — intern
- Choi Gwi-hwa — муж Ms. Son
- Moon Chang-gil — менеджер банка

## Награды
49-я церемония вручения премии Baeksang Arts Awards
- лучшая женская роль — Kim Min-hee[2][3][4]

2013 Шанхайский кинофестиваль
- лучший дебют[5][6][7]

2013 Mnet 20's Choice Awards
- номинация — лучший фильм года, мужская роль — Ким Мин Хи

2013 Buil Film Awards
- номинация — лучшая женская роль — Ким Мин Хи
- номинация — лучшая режиссура — Рок До
- номинация — лучший актёрский дебют (женская роль) — Ха Йин Су

34-я церемония вручения премии Голубой дракон
- номинация — лучшая женская роль — Ким Мин Хи
- номинация — лучший режиссёрский дебют — Рок До